# Rainbirds
Rainbirds es una banda berlinesa de pop rock que ha pasado por varias formaciones, siempre liderada por su cantante, Katharina Franck. Fue creada en 1986 por Katharina (guitarra y voz) con Michael Beckmann (bajo) y Wolfgang Gum en las percusiones. Tomaron su nombre del tema instrumental homónimo de Tom Waits. La canción que les lanzó a la fama fue la cara a de su primer single Blueprint (1987).

## Historia
La primera formación de esta banda alemana estaba compuesta por Katharina Franck (guitarra, voz),  y Wolfgang Glum (batería), a quienes más tarde se unió  Rodrigo González (guitarra). Esta formación se deshizo en 1990. Katharina formó dúo con la pianista, cantante y compositora Ulrike Haage, con la que grabó dos álbumes. En 1994, entra en el grupo el percusionista Tim Lorenz, hasta 1999, año en que se disuelve la banda.
En 2014, y tras unas experiencias musicales en solitario, Katharina formó nuevo grupo con Bela Brauckmann y el músico electrónico Gunter Papperitz. Publicaron su primer álbum en mayo de aquel año con versiones de antiguos temas de Rainbirds.

## Componentes
Primera época (1986 a 1990)
- Katharina Franck: voz, guitarra rítmica,
- Michael Beckmann: bajo y arreglos,
- Wolfgang Glum: batería y percusión,
- Rodrigo González (1988-1990): guitarra,

Segunda época (1990 a 1999)
- Katharina Franck: voz, guitarra eléctrica, guitarra acústica,
- Ulrike Haage: teclados, voz,
- Tim Lorenz (1994 a 1999): batería y percusión,

Tercera época (2014)
- Katharina Franck: voz, guitarra eléctrica, guitarra acústica,
- Bela Brauckmann: batería, teclados, exmiembro de Cultured Pearls,
- Gunter Papperitz: sintetizadores,

## Discografía

### Álbumes
- 1987 – Rainbirds (producido por Udo Arndt)
- 1989 – Call Me Easy, Say I’m Strong, Love Me My Way, It Ain’t Wrong (producido por Udo Arndt)
- 1991 – Two Faces
- 1993 – In a Different Light
- 1995 – The Mercury Years (Recopilación)
- 1996 – Making Memory
- 1997 – Forever
- 1999 – rainbirds3000.live
- 2014 – Yonder

### Sellos discográficos
- Mercury (Phonogram GmbH), Mute Records,